# マシュー・ファレリー
マシュー・ファレリーは、オーストラリアニューサウスウェールズ州シドニー出身のプロレスラー。2024年現在は、SmackDownにてグレイソン・ウォーラー(Grayson Waller)のリングネームで活動。

## 来歴

### 母国オーストラリアでの活動
2017年4月15日、地元オーストラリアの団体、ニューカッスル・プロレスでマティ・ウォールバーグのリングネームでデビュー。オーストラリア時代のウォールバーグは主にPWA(プロレスリング・オーストラリア)で活動。PWAヘビー級王座への挑戦機会も得たが戴冠はならなかった。その一方、2019年10月にはPWAのコロシアム・トーナメント2019で、準決勝でオレンジ・キャシディ、決勝でトラヴィス・バンクスを破り優勝を果たしている。その他TJパーキンスやロビー・イーグルスらとの対戦経験をこの時期に得ている。

### NXT時代(2021〜2023)
ファレリーはWWEのスカウトからトライアウトの勧めを受け合格。2021年3月14日にはWWEと契約したことが発表され、6月11日にはグレイソン・ウォーラーとしてWWEデビューを果たした。9月28日にはウォーラーはNXT・クルーザー級王者であるロデリック・ストロングに挑戦したが、WWEでの初めての王座戦は敗北に終わった。
旧世代組vs新世代のNXT2.0組がテーマとなったウォーゲームズ2021では、ウォーラーはNXT2.0組として出場。ジョニー・ガルガノ、LAナイト、ピート・ダン、トマソ・チャンパの旧世代組を破った。また敗れたガルガノは直後のNXTにて退団のお別れスピーチを行うが、その最中ウォーラーはガルガノを襲撃。世代交代をアピールした。
2022年1月4日にはメインロースターに所属するAJスタイルズと対戦するが敗北。その一方で、デクスター・ルミス、LAナイト、ソロ・シコアらを破り実績を重ね、10月6日にはNXT王座に挑戦したが、王者ブロン・ブレイカーに敗れている。
12月のNXTデッドラインでは、アイアン・サバイバー・チャレンジに勝利。NXT王座挑戦権を手にした。しかし2023年1月と2月の2度のブロン・ブレイカーへの挑戦のどちらにも敗れタイトル獲得はならなかった。
3月にはWWEに復帰していたジョニー・ガルガノのスピーチ中にガルガノの自宅に侵入。慌てて帰宅したガルガノを待ち伏せし、ガルガノの妻子の前で暴行を加えた。これを受けてレッスルマニアウィークの特番、スタンド・アンド・デリバー2023ではガルガノとのnoDQの非公認試合が組まれるが、ウォーラーはガルガノ・エスケープでタップアウト負けを喫した
4月25日にはカーメロ・ヘイズが所持するNXT王座に4度目の挑戦をするも敗北。この試合を最後にウォーラーはメインロースターに昇格した。

### WWE昇格後(2023〜)
シングルレスラーとして
2023年7月7日にマディソン・スクエア・ガーデンで開催されたスマックダウンの番組内でトークショーを開催、ゲストのエッジを挑発し、同日夜のシングル戦が急遽決定した。試合ではローリングサンダースタナーにカウンターのスピアを合わせられ敗北。これがメインロースターでの試合デビューとなった。
A-タウン・ダウン・アンダーとして
メインロースター昇格後まもなく、ウォーラーはオースティン・セオリーとのタッグチーム、A-タウン・ダウン・アンダーとして活動し始める。2024年4月のレッスルマニア40で行われた6チーム参加のラダー戦では、スマックダウンタッグ王座を獲得。祭典での初めての試合で、念願のWWE入団後初タイトルを手にした。

## その他
- ウォーラーは派手なシャツを身にまとい、口達者。生意気な態度で他レスラーや観客を挑発するキャラクターである[3]。ロンドンで行われた2023年のマネー・イン・ザ・バンクではジョン・シナがレッスルマニアの将来的なロンドン開催を提案した際に登場。ロンドンの天候の悪さを引き合いに出しながら、天気がよくビーチもある母国オーストラリアの方がレッスルマニアの開催地に相応しいと主張し、観客からブーイングを浴びた[10]。

- ニックネームには"The Aussie Icon "(オーストラリアのアイコン)、"The Arrogant Aussie"(傲慢なオーストラリア人)などがある[11][12]。

- 4年間の母国オーストラリアでの活動中には、昼間は高校の歴史教師として働いて生活していた[3]。

## 得意技
- エルボー・ドロップ
- ローリングサンダースタナー　場外からサードロープとセカンドロープの間をくぐり抜けてから決めるスタナー

## 獲得タイトル
フューチャー・レスリング・オーストラリア
- FWAヘビー級王座 : 1回

ニューカッスル・プロレスリング
- NEWYプロミドル級王座 : 1回
- キング・オブ・ザ・キャッスルズ (2018) (w /カーター・ディームズ

プロレスリング オーストラリア
- 2019 PWA コロシアム優勝

プロレスGO！
- プロレスGO！銀メダル選手権 : 1回
- プロレスGO！24/7選手権 : 1回
- プロレスゴー！年末表彰 : 3回
- 男子レスラー・オブ・ザ・イヤー (2018)
- 年間最優秀試合 (2018)
- ライバリー・オブ・ザ・イアー (2018)

WWE
- 男子アイアン・サバイバー・チャレンジ優勝 (2022)
- WWE・スマックダウン・タッグチーム王座:1回
  - w/オースティン・セオリー

## 入場曲
- Say So 現在[いつ?]使用中